# Amor de Chocolate
"Amor de Chocolate" é uma canção do artista musical brasileiro Naldo Benny contida no seu primeiro álbum ao vivo, Na Veia Tour, de 2012. Foi composta por Naldo Benny.
Em 7 de outubro de 2012, Naldo fez uma apresentação ao vivo de "Amor de Chocolate" no programa televisivo brasileiro Domingão do Faustão. O artista também apresentou a canção juntamente com "Exagerado" no programa televisivo Caldeirão do Huck em 15 de setembro e em 26 de junho no Legendários juntamente com "Meu corpo quer Você", ambos em 2012.

## Lista de faixas
| Download digital |                     |         |  |
| N.º              | Título              | Duração |  |
| 1.               | "Amor de Chocolate" | 3:42    |  |

| CD single      |                                   |         |  |
| N.º            | Título                            | Duração |  |
| 1.             | "Amor de Chocolate"               | 3:42    |  |
| 2.             | "Amor de Chocolate Feat. Fat Joe" | 3:39    |  |
| Duração total: | Duração total:                    | 7:05    |  |

## Desempenho nas tabelas musicais
Em 2 de janeiro de 2013, "Amor de Chocolate" alcançou a primeira posição entre as canções mais vendidas na loja digital brasileira da iTunes Store, antes se encontravam no topo "Esse Cara Sou Eu" de Roberto Carlos e "Gangnam Style" do rapper Psy, que alternaram na liderança desde novembro de 2012. Além da versão álbum, "Amor de Chocolate" gravada em estúdio também fez aparição nas dez primeiras posições, mais precisamente na 8ª colocação. Mais tarde, as duas versões ficaram nas duas primeiras posições simultaneamente.
Na Brasil Hot 100 Airplay, a música debutou na última posição. Na semana de 20 de abril de 2013, subiu para a 77.ª colocação, e na semana seguinte, conseguiu seu melhor número nas três melhores posições da parada.
| Tabela musical (2012)               | Melhor posição |
| ----------------------------------- | -------------- |
| Brasil (Brasil Hot 100 Airplay)     | 3              |
| Brasil (Crowley Broadcast Analysis) | 2              |

## Histórico de lançamento
| País           | Data                | Formato          | Gravadora |
| -------------- | ------------------- | ---------------- | --------- |
| Austrália      | 24 de julho de 2012 | Download digital | Deckdisc  |
| Brasil         | 24 de julho de 2012 | Download digital | Deckdisc  |
| Estados Unidos | 24 de julho de 2012 | Download digital | Deckdisc  |